# Telegonía (biología)

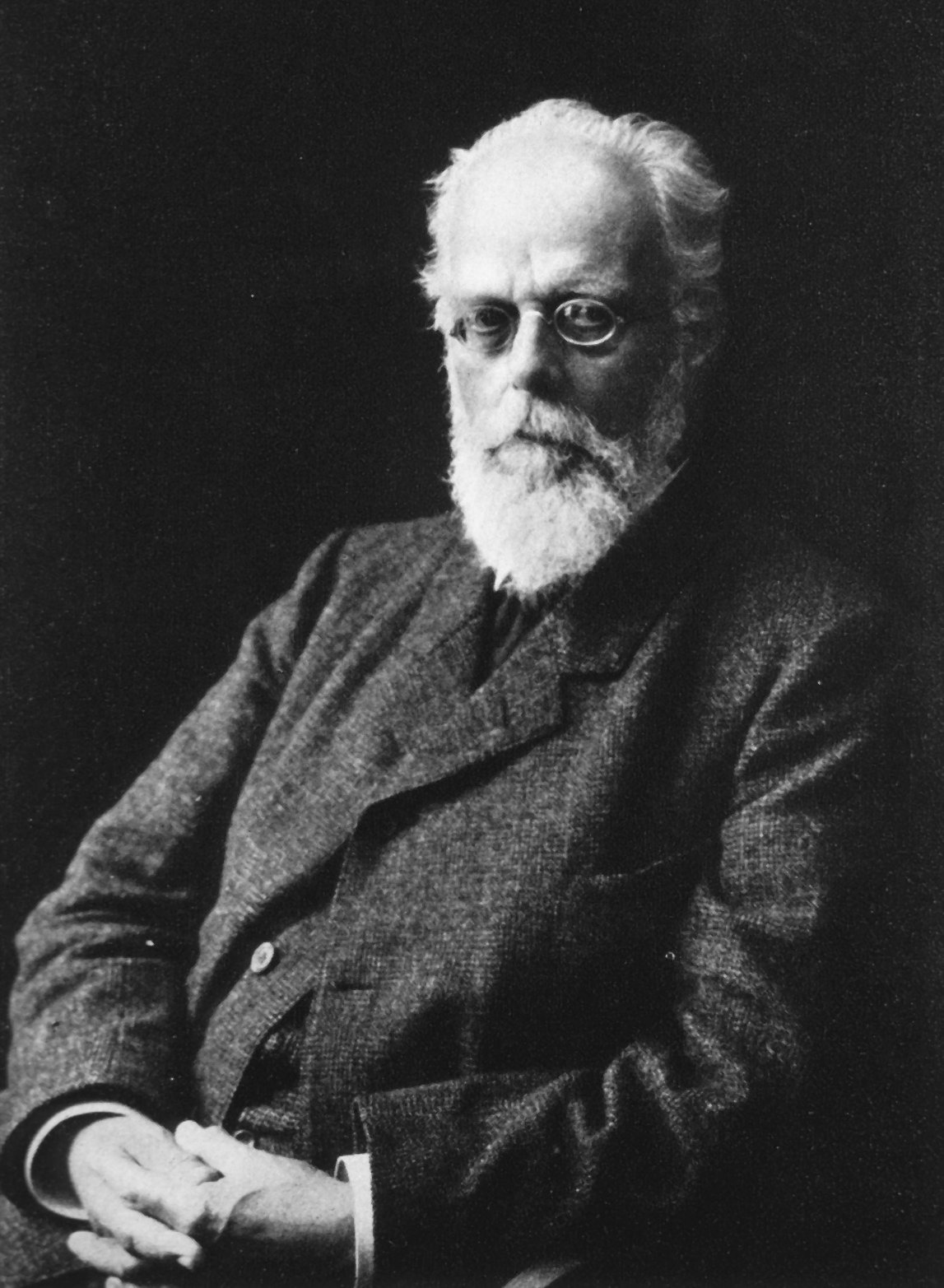
August Weismann (1834-1914), biólogo alemán, primer científico en usar la palabra telegonía.

La telegonía es una teoría sobre la transmisión de la herencia, que postula que la progenie de una hembra y un macho puede adquirir caracteres de otro macho que se hubiera apareado con la hembra anteriormente. Esta idea ya fue expuesta por Aristóteles. El primero en usar el término telegonía para referirse a esta teoría fue el biólogo alemán August Weismann. Esta teoría se hizo célebre cuando lord Morton cruzó una yegua con un cuaga, obteniendo un híbrido. Posteriormente, apareó a la hembra con un caballo árabe, y su descendencia parecía poseer características del cuaga. Lord Morton comunicó este hecho a la Real Sociedad de Londres en 1820.
Desde su postulación, se realizaron varios experimentos para intentar demostrar la validez de esta teoría, y acabaron sin éxito. Sin embargo, estudios recientes la demostraron en insectos,lo que abrió de nuevo el interés de realizar nuevas investigaciones en torno a esta teoría.

## Telegonía en moscas
Se ha descubierto un fenómeno similar a la telegonía en una especie de mosca, Telostylinus angusticollis. El tamaño de las crías de esa especie depende más de la primera pareja macho de la hembra que del progenitor.